# Bizarre Ride II the Pharcyde
Albums de The Pharcyde
Labcabincalifornia
(1995)
Singles
1. Ya Mama
Sortie : 8 octobre 1992
2. Passin' Me By
Sortie : 18 mars 1993
3. 4 Better or 4 Worse
Sortie : 1993
4. Otha Fish
Sortie : 16 septembre 1993

Bizarre Ride II the Pharcyde est le premier album studio de The Pharcyde, sorti le 24 novembre 1992.
L'album s'est classé 3e au Heatseekers, 23e au Top R&B/Hip-Hop Albums et 75e au Billboard 200, et a été certifié disque d'or par la Recording Industry Association of America (RIAA) le 28 mars 1996.
Considéré comme un « classique » du hip-hop, il fait partie des 1001 albums qu'il faut avoir écoutés dans sa vie.

## Liste des titres
Tous les titres sont produits par J-Swift, à l'exception de Otha Fish produit par L.A. Jay et SlimKid 3.
| No  | Titre                           | Auteur                                                                              | Contient un (des) sample(s) de | Durée |
| --- | ------------------------------- | ----------------------------------------------------------------------------------- | --- | ----- |
| 1.  | 4 Better or 4 Worse (Interlude) | J. Martinez                                                                         | | 0:38  |
| 2.  | Oh Shit                         | J. Martinez, T. Hardson, E. Wilcox, D. Stewart                                      | Beale Street de Donald Byrd Little Sally Walker de Leadbelly White and Black People de Richard Pryor | 4:30  |
| 3.  | It's Jiggaboo Time (Skit)       | D. Stewart, E. Wilcox, R. Jackson, T. Hardson, R. Robinson, J. Martinez             | | 1:28  |
| 4.  | 4 Better or 4 Worse             | T. Hardson, E. Wilcox, D. Stewart, J. Martinez                                      | Rockin' Funky Watergate de Fred & the New J.B.'s Blind Alley des Emotions The Choice Is Yours de Black Sheep | 5:07  |
| 5.  | I'm That Type of Nigga          | D. Stewart, E. Wilcox, R. Jackson, T. Hardson, R. Robinson, J. Martinez             | Papa's Got a Brand New Bag de James Brown Sing a Simple Song de Sly and the Family Stone | 5:21  |
| 6.  | If I Were President (Skit)      | D. Stewart, E. Wilcox, T. Hardson, R. Robinson, J. Martinez                         | | 1:06  |
| 7.  | Soul Flower (Remix)             | J. Kincaid, S. Bartholomew, A. Levy, R. Robinson, E. Wilcox, T. Hardson, D. Stewart | Mister Magic de Grover Washington, Jr. Jeepers Creepers de Louis Armstrong Put Your Love (In My Tender Care) du Fatback Band Eep Opp Ork Ah-Ah d'Howard Morris Rapp Dirty de Blowfly                                                            | 4:23  |
| 8.  | On the DL                       | T. Hardson, R. Jackson, E. Wilcox, J. Martinez                                      | Travelin' Man de Stanley Cowell Hey! Last Minute des Meters Equipoise de Stanley Cowell (1974) The Basement de Pete Rock & C.L. Smooth et Heavy D featuring Deda, Grap Luva et Rob-O                                                            | 4:32  |
| 9.  | Pack the Pipe (Interlude)       | J. Martinez                                                                         | | 0:25  |
| 10. | Officer                         | D. Stewart, R. Robinson, E. Wilcox, T. Hardson, J. Martinez                         | The Mighty Quinn (Quinn the Eskimo) de Ramsey Lewis The Grunt des J.B.'s Funky Drummer de James Brown Black Steel in the Hour of Chaos de Public Enemy                                                                                          | 4:04  |
| 11. | Ya Mama                         | D. Stewart, R. Robinson, E. Wilcox, T. Hardson, J. Martinez                         | Season of the Witch de Mike Bloomfield, Al Kooper et Stephen Stills I Don't Know What This World Is Coming To de The Soul Children featuring Jesse Jackson Synthetic Substitution de Melvin Bliss Double Barrel de Dave & Ansel Collins         | 4:22  |
| 12. | Passin' Me By                   | R. Robinson, T. Hardson, E. Wilcox, D. Stewart, J. Martinez                         | Summer in the City de Quincy Jones featuring Valerie Simpson Are You Experienced? de Jimi Hendrix It's a New Day des Skull Snaps 125th Street Congress de Weather Report Hill Where the Lord Hides d'Eddie Russ                                 | 5:01  |
| 13. | Otha Fish                       | T. Hardson, J. Barnes III, R. Robinson                                              | Today d'Herbie Mann | 5:23  |
| 14. | Quinton's on the Way (Skit)     | T. Hardson, R. Robinson, D. Stewart, E. Wilcox, Q. Howze, J. Martinez               | | 2:10  |
| 15. | Pack the Pipe                   | T. Hardson, R. Robinson, D. Stewart, E. Wilcox, Q. Howze, J. Martinez               | Autumn Serenade de John Coltrane et Johnny Hartman Bijou de Herbie Mann Exquisition du Cannonball Adderley Quintet | 5:08  |
| 16. | Return of the B-Boy             | R. Robinson, E. Wilcox, T. Hardson, D. Stewart, J. Martinez                         | Two de Madhouse The Show de Doug E. Fresh, Slick Rick et The Get Fresh Crew The Roof Is on Fire de Rock Master Scott and the Dynamic Three D'Ya Like Scratchin'? de Malcolm McLaren and World's Famous Supreme Team Rock the Bells de LL Cool J | 3:32  |

## Musiciens
| - Fatlip : voix, scratching - SlimKid 3 : voix - Imani : voix - Boootie Brown : voix - J-Swift : piano, basse, voix, claviers, scratching - Buckwheat : voix - Quinton : voix | - Rahsaan : voix - Greg Padilla : voix - Brandon Padilla : voix - Cedra Walton : voix - Eric Sarafin : mixage - Joe Primeau : mixage - JMD : batterie |